# Андрей Премянов
Андрей Стойков Премянов е български партизанин и офицер, полковник.

## Биография
Роден е през 1922 г. в град Варна. Произхожда от семейството на бежанци от Източна Тракия. Баща му е от Лозенград. По време на Преображенското въстание 1903 г. е войвода на чета.
Член на БРП от 1940 г. Участва в Съпротивителното движение по време на Втората световна война. Партизанин в партизански отряд „Васил Левски“ от 1942 г. След гибелта на Атанас Александров - Герчо е командир на отряда.
След 9 септември 1944 г. е изпратен във Военното училище. Участва във войната срещу Германия като доброволец-боен командир. След края на войната завършва вечерна гимназия в Бургас. Служи в БНА (1945 – 1965). Завършва, Генералщабната академия „Михаил Фрунзе“ и Висшия институт „Феликс Дзерджински“ в Москва. Командир на военно поделение „Шипка“ във Варна, на граничните отряди в Момчилград и Бургас. Автор на мемоарната книга „Пътят“, С., 1997.
Една от главните улици в гр. Бяла (Варненско) е кръстена на Андрей Премянов.
Родство. Синът му Красимир Премянов е политик.